# Rosa Cerrato
Rosa Cerrato ist eine italienische Literaturwissenschaftlerin, Deutschlehrerin, Werbegrafikerin und Schriftstellerin, die für ihre Kriminalromane um die Genueser Kommissarin Nelly Rosso bekannt geworden ist.

## Leben
Rosa Cerrato wurde in Vercelli geboren, lebt aber seit ihrem siebten Lebensjahr in Genua. Nach ihrem Abschluss in Fremdsprachen und Literatur unterrichtete sie mehrere Jahre an Gymnasien in Genua. Von 2001 bis 2006 unterrichtete sie Italienisch an der Universität Mannheim. Ihren ersten Kriminalroman mit der Genueser Kommissarin Nelly Rosso veröffentlichte sie 2006, dem seitdem weitere folgten. Sie lebt mit ihrem Mann in Genua und im Fontanabuona-Tal im Hinterland von Genua.

## Werke (Auswahl)

### Nelly-Rosso-Reihe
1. Schnee an der Riviera. Band 1. Aufbau Verlag GmbH & Co. KG, Berlin 2009, ISBN 978-3-7466-2527-0 (Originaltitel: Delitto al Paul Klee. Übersetzt von Esther Hansen und Verena von Koskull).
2. Das böse Blut der Donna Luna. Band 2. Aufbau Verlag GmbH & Co. KG, Berlin 2010, ISBN 978-3-7466-2661-1 (Originaltitel: La maman di via del Campo. Übersetzt von Verena von Koskull).
3. Der Fluch vom Valle della Luna. Band 3. Aufbau Verlag GmbH & Co. KG, Berlin 2011, ISBN 978-3-7466-2709-0 (Originaltitel: Le uova del cuculo. Übersetzt von Verena von Koskull).
4. Unwesen: Nelly Rosso ist zurück. Band 4. Amazon Selbstpublishing, 2012, ISBN 978-88-907834-0-1 (Originaltitel: Un posto tranquillo per Nelly Rosso. Übersetzt von Karl-Heinz Hinz).
5. Drago. Band 5. Amazon Selbstpublishing, 2013, ISBN 978-88-907834-1-8 (Originaltitel: La coda della lucertola. Übersetzt von Karl-Heinz Hinz).
6. Abfall. Band 6. Amazon Selbstpublishing, 2020, ISBN 979-86-4996323-7 (Originaltitel: Spazzatura. Übersetzt von Karl-Heinz Hinz).
7. Auf falscher Fährte. Band 7. Amazon Selbstpublishing, 2022, ISBN 979-87-9508390-2 (Originaltitel: Il Bambino Perduto. Übersetzt von Karl-Heinz Hinz).
8. Neid. Band 8. Amazon Selbstpublishing, 2022, ISBN 979-87-9508786-3 (Originaltitel: Invidia. Übersetzt von Karl-Heinz Hinz).
9. Der Doge ist zurück. Band 9. Amazon Selbstpublishing, 2023, ISBN 979-83-9793517-3 (Originaltitel: Il ritorno del Doge. Übersetzt von Karl-Heinz Hinz).
10. Lolita und der Schwarze Schwan. Band 10. Amazon Selbstpublishing, 2023, ISBN 979-88-7133485-0 (Originaltitel: Lolita e il Cigno Nero. Übersetzt von Karl-Heinz Hinz).